# Pritchardia glabrata
Pritchardia glabrata là loài thực vật có hoa thuộc họ Arecaceae. Loài này được Becc. & Rock miêu tả khoa học đầu tiên năm 1921.

## Hình ảnh

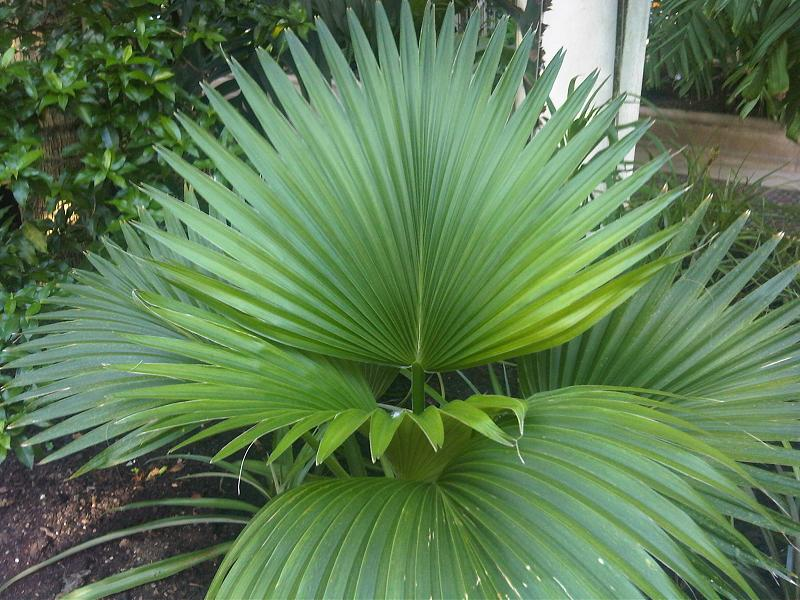
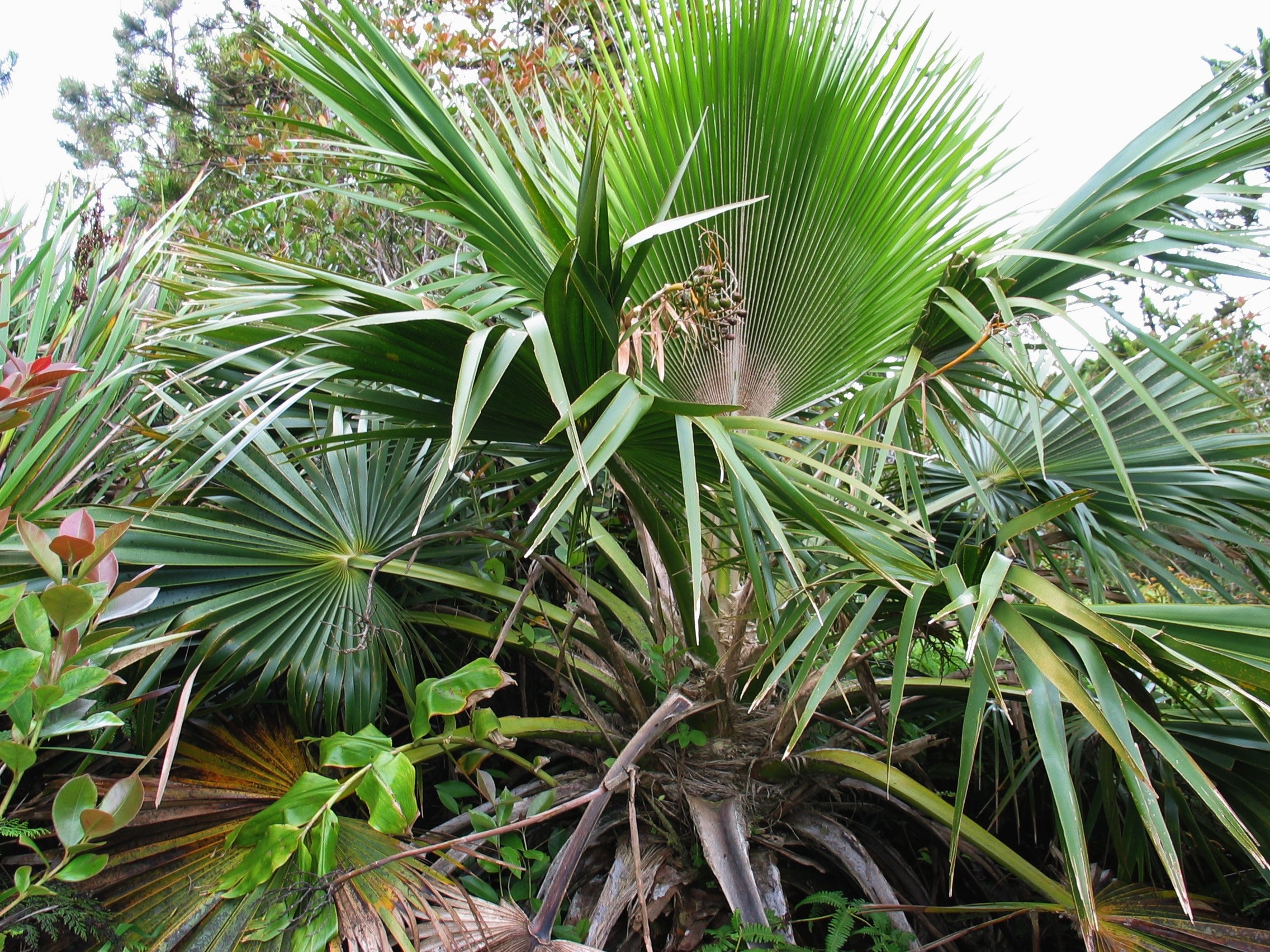
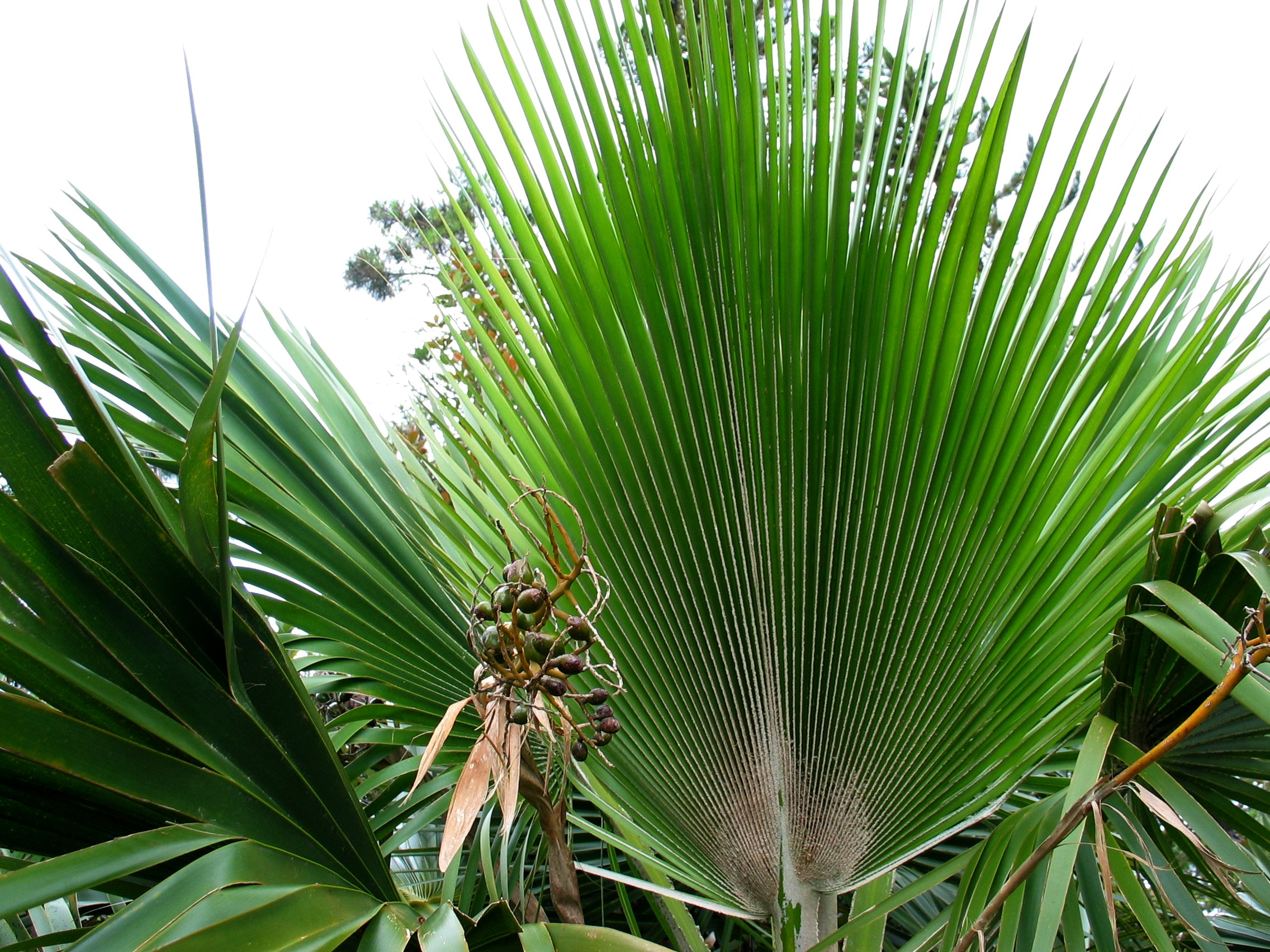
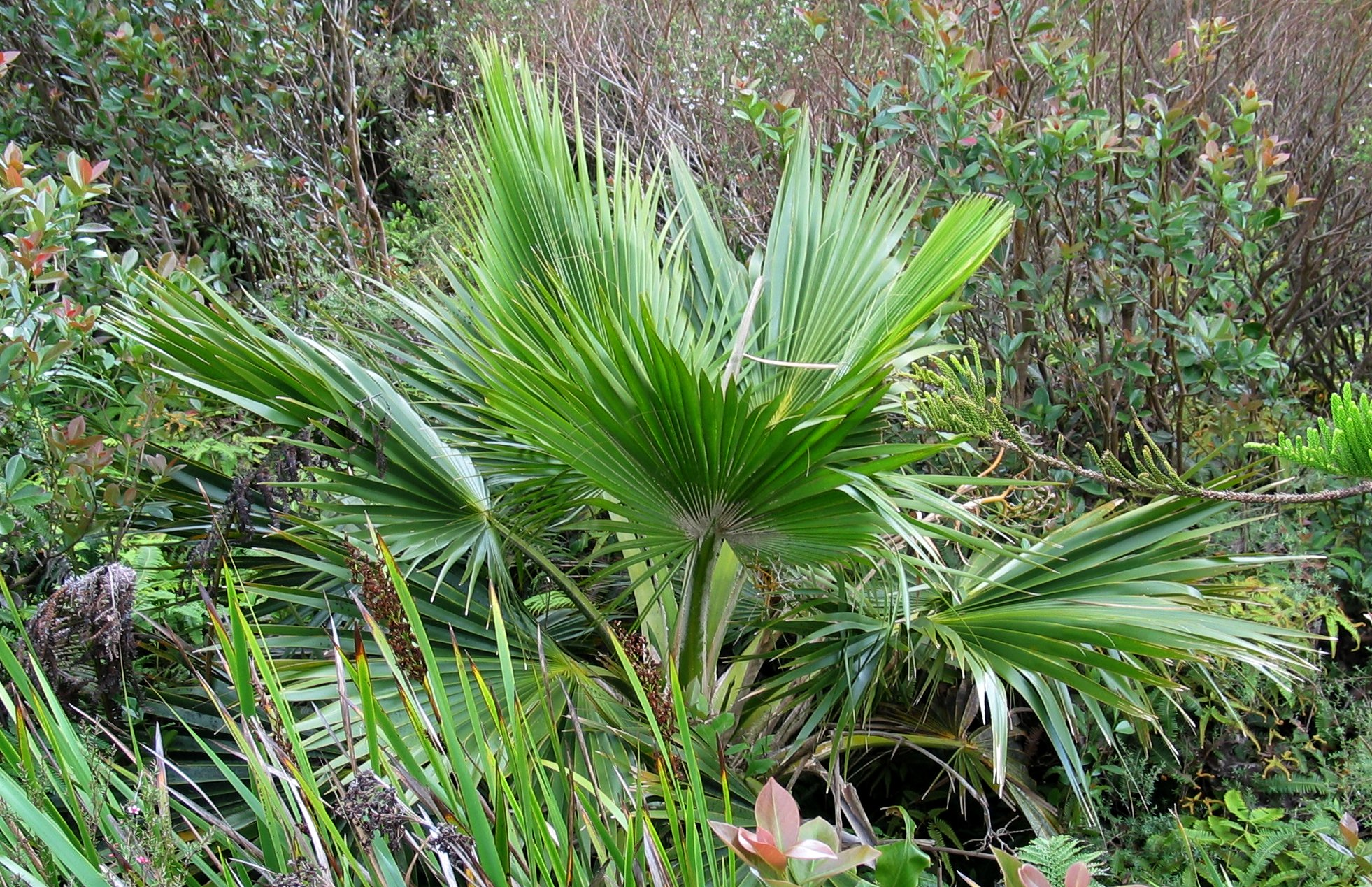